# Florencia Quiñones
Florencia Quiñones   (Oncativo, 26 d'agost de 1986) és una jugadora de futbol sala i exfutbolista argentina que va jugar com a migcampista.
Quiñones ha jugat al FC Barcelona a la Primera Divisió espanyola del 2011 al 2013. Del 2013 al 2017 ha jugat al San Lorenzo i del 2017 al 2021 al Boca Júniors.
Quiñones va defensar Argentina, com a la Copa del Món de 2007 i als Jocs Olímpics d'estiu de 2008.